# Perondi
Perondi es una localidad albanesa del condado de Berat. Se encuentra situada en el centro-sur del país y desde 2015 está constituida como una unidad administrativa del municipio de Kuçovë. A finales de 2011, el territorio de la actual unidad administrativa tenía 9005 habitantes.
La unidad administrativa incluye los pueblos de Goraj, Magjatë, Perondi, Polovinë, Rreth Tapi, Tapi y Velagosht.
Es una de las localidades más antiguas de la región, ya que existe desde la época del Imperio bizantino y cuenta con una iglesia del siglo XI.
Se ubica en la periferia suroriental de la capital municipal Kuçovë.